# Piet Zoomers
Piet Zoomers is de naam van een modewinkel in het Gelderse Wilp met voorheen een aantal filialen in Oost-Nederland.
In 1972 begon Piet Zoomers vanuit zijn boerderij in Wilp broeken te verkopen. Deze huiskamerhandel groeide uit tot een grotere winkel en doorheen de jaren volgden meerdere filialen in Oost-Nederland. De boerderij is in 2001 verbouwd tot modemall met een oppervlakte van 5.000 m². Begin 2004 trad Piet Zoomers terug als directeur-eigenaar en werd hij opgevolgd door zoon Bas Zoomers en zakenpartner Richard van Roon.
Het bedrijf verkoopt meer luxueuze kledingmerken zoals Gant, Tommy Hilfiger, Ralph Lauren, G-Star, Armani en Hugo Boss. Piet Zoomers sponsort al jarenlang Go Ahead Eagles en verzorgde vanaf 1990 een aantal jaar de representatiekleding van het Nederlands voetbalelftal en was van 1986 tot 2009 hoofdsponsor van de Apeldoornse volleybalvereniging Dynamo.
De winkel in Wilp werd in 2004 getroffen door twee grote inbraken waarbij voor 500.000 euro aan kleding zou zijn gestolen. Ook in 2011 was er een inbraak met veel schade.
In 2016 en 2017 zijn de filialen in Apeldoorn en Doetinchem gesloten. De winkels in Zwolle, Hengelo, Oldenzaal en Arnhem werden in oktober 2017 overgenomen door Van Uffelen Mode. Anno 2019 is er nog de modemall in Wilp en een vestiging in Den Bosch.